# Uta Levka
Uta Levka (* 26. Mai 1942 in Cottbus; gebürtig Uta Lewitzka; auch Eva Eden oder Uta Levy) ist eine ehemalige deutsche Schauspielerin.

## Leben
Die Absolventin einer Hotelfachschule interessierte sich früh für Film und Fotografie. Anfang der 1960er Jahre kam sie als Komparsin in den Bavaria-Studios in Geiselgasteig zum Film. Bei Dreharbeiten zu dem Film Zwei Whisky und ein Sofa (1963) lernte Levka die bekannte Schauspielerin Maria Schell kennen, die ihr eine Schauspielausbildung ermöglichte und eine größere Rolle in dem Fernsehfilm Ninotschka (1965) vermittelte. Auch in Spielfilmen erhielt sie nun größere Nebenrollen. Sie mimte in der Regel berechnende Verführerinnen mit zweifelhaftem Ruf, so auch in drei Edgar-Wallace-Filmen. Danach wurde sie durch ihre Mitwirkung in den beiden Erotik-Klassikern Mädchen zwischen Sex und Sünde sowie Carmen Baby einem größeren Publikum bekannt. Levka hatte auch einige Fernsehauftritte und spielte 1969 in ihrem letzten Film, Die lebenden Leichen des Dr. Mabuse, eine aus Leichenteilen zusammengesetzte Krankenschwester.
1971 brach sie ihre Filmkarriere ab.

## Filmografie
- 1962: Schneewittchen und die sieben Gaukler
- 1963: Moral 63
- 1963: Zwei Whisky und ein Sofa
- 1964: Holiday in St. Tropez
- 1964: Liebesgrüße aus Tirol
- 1965: Ninotschka (TV)
- 1965: Mädchen hinter Gittern
- 1965: Der unheimliche Mönch
- 1966: Der Bucklige von Soho
- 1966: Mädchen zwischen Sex und Sünde (The Alley Cats)
- 1966: Carmen-Baby (Carmen, Baby)
- 1966: Lautlose Waffen (L’Espion)
- 1966: Schwarzer Markt der Liebe
- 1966: Mister Dynamit – Morgen küßt Euch der Tod
- 1967: Der Trinker (TV)
- 1967: Nur kein Cello (TV)
- 1967: Seitenstrassen der Prostitution
- 1967: Die Abenteuer des Kardinal Braun
- 1968: Der Hund von Blackwood Castle
- 1968: Jet Generation
- 1969: Im Todesgriff der roten Maske (The Oblong Box)
- 1969: Das ausschweifende Leben des Marquis de Sade (De Sade)
- 1969: Gut gefragt ist halb gewonnen (TV-Serie) (Folge: 'Herren im Dunkeln gegen Damen im Licht')
- 1969: Das Fernsehgericht tagt (TV-Serie) (Folge: 'Hochstapelei')
- 1970: Die lebenden Leichen des Dr. Mabuse (Scream and Scream Again)
- 1970: Die seltsamen Methoden des Franz Josef Wanninger – Zeugen gesucht (TV-Serie)
- 1971: Tatort: Kressin stoppt den Nordexpress (TV-Reihe)